# Wypadek autokaru na autostradzie Struma
Wypadek autokaru na autostradzie Struma – wypadek macedońskiego autokaru, który miał miejsce 23 listopada 2021 roku na autostradzie Struma, 4 km od bułgarskiej wsi Bosnek. W wyniku pożaru pojazdu na miejscu zginęło 46 osób, w tym 12 dzieci, a 7 zostało rannych. Jest to dotychczas najtragiczniejszy wypadek drogowy, jaki miał miejsce w Bułgarii.

## Przebieg wypadku
Wieczorem 22 listopada cztery autokary należące do firmy turystycznej Besa Trans, wracające do Macedonii Północnej z wycieczki do Stambułu w Turcji, przekroczyły punkt graniczny w bułgarskiej miejscowości Kapitan Andreewo. Następnego dnia około godz. 2:00 ostatni z pojazdów jadących w kolumnie uderzył w barierki oddzielające autostradę od pobocza, odbił się od nich, a następnie uderzył w barierkę oddzielającą oba pasy ruchu. Autokar stanął w płomieniach. Siedmiu pasażerom, którzy przebywali na tyle autokaru, udało się wybić tylną szybę i wydostać się z pojazdu. Pozostali podróżni zginęli na miejscu wraz z kierowcą. Do zdarzenia doszło w odludnej okolicy, 4 km od najbliższej miejscowości – wsi Bosnek oraz 20 km od stolicy Bułgarii – Sofii.
Według ministra spraw wewnętrznych Bułgarii Bojko Raszkowa, ciała ofiar wypadku uległy doszczętnemu spaleniu, co uniemożliwiło natychmiastową ich identyfikację. Zastępca prokuratora generalnego i szef bułgarskich służb śledczych Borisław Sarafow stwierdził, że przyczyną wypadku była awaria pojazdu bądź błąd ludzki kierowcy.

## Reakcje
Po wypadku premier Macedonii Północnej Zoran Zaew wraz z ministrem spraw zagranicznych Bujarem Osmanim udali się na jego miejsce, a następnie odwiedzili rannych w szpitalu. Rząd Macedonii Północnej ogłosił trzy dni żałoby narodowej dla upamiętnienia ofiar katastrofy.
Szefowa Komisji Europejskiej Ursula von der Leyen złożyła kondolencje bliskim ofiar.